# Bali Istvánné Pusztai Éva
Bali Istvánné Pusztai Éva (Decs, 1918. december 29. – Decs, 2007. december) szövőasszony.

## Élete
Sárközi parasztcsaládból származik, Decsen született. A kenderfeldolgozást, fonást és a sárközi szövés tudományát kislány korában sajátította el édesanyjától, Pusztai Ferencnétől, akit mesterének vallt. Pusztainé - a család szegénysége miatt – a saját házi szükségleteken kívül kénytelen volt eladásra is szőni. Lánya már gyermekfejjel szőtte az ágy- és asztalneműt, az egyszerűbb törölközőket, majd megismerte az igényesebb, nehezebb technikát is. A "szedettes" szövését az 1930-as évek elején tanulta meg, amikor otthon eladásra kezdtek el szőtteseket készíteni. 1945 után háziiparos lett, 1949-től a decsi földműves szövetkezetben a népművészeti részleg tartozott hozzá. Szövőtanfolyamokat vezetett, s kutatta a régi mintákat a sárközi falvakban és a múzeumokban. Alapító tagja a Sárközi Népművészeti Háziipari Szövetkezetnek (1952), ahol nyugdíjba vonulásáig dolgozott. A hagyományokat tisztelő szőtteseit erőteljes díszítettség, tömörség jellemzi. Gyakori díszítőmotívumai a “párosgalamb”, “kűlábas”, “csillagos”, “tölgyfaleveles” szedett mintaelemek. 1955-ben Hildebrant István filmet készített róla. 1952-től részt vett szinte minden népművészeti kiállításon, országos szőttespályázaton. Díjat nyert szőtteseit a Népi Iparművészeti Múzeumban (Budapest, Kecskemét) őrzik. 1954-ben népi iparművész, 1955-ben a Népművészet Mestere lett.